# Мона Лиза Овердрайв
«Мона Лиза Овердра́йв» — научно-фантастический роман американо-канадского писателя Уильяма Гибсона, впервые опубликованный в 1988 году. Это заключительная часть трилогии «Киберпространство». Как и другие книги цикла, произведение считается классикой жанра киберпанк.

## Сюжет
Действие романа происходит через восемь лет после событий «Граф Ноль» и через пятнадцать лет после событий «Нейроманта». История формируется из нескольких взаимосвязанных сюжетных нитей и повествует о подростке Моне, которая зарабатывает проституцией и при этом поразительно похожа на звезду симстима, о молодой японской девушке Кумико, которую отправляют в Лондон для защиты от якудзы, и об уединенном художнике по имени Слик Генри, которого нанимают присматривать за коматозным киберковбоем. В книге также встречаются персонажи из предыдущих частей трилогии (такие как Молли Миллионс, Бобби Ньюмарк и Энджи Митчел).

## Награды и номинации
В 1989 году произведение было номинировано на премии Небьюла и Хьюго за лучший роман, а также на премию Локус за лучший научно-фантастический роман.